# 科普蘭撞擊坑
科普蘭撞擊坑（英語：Copland）是一個位於水星上的撞擊坑，直徑208公里。
科普蘭撞擊坑已經被低平火山平原的物質覆蓋，而這些火山物質可能和形成附近明亮火山口的火山運動相關。

## 發現與命名
業餘天文學家 Ronald Dantowitz 和他的夥伴 Scott Teare、Marek Kozubal 於1998年使用威爾遜山天文台的60英吋望遠鏡發現了今日科普蘭撞擊坑區域的極為明亮地表特徵，並假設這個明亮區域是一個撞擊坑。Dantowitz 提出他希望在這個區域被太空探測器確認是撞擊坑的話，希望能以美國古典音樂家阿隆·科普兰命名為「Copland」。
讓人驚訝的是，信使號第三次飛掠水星時發現在本條目影像左方邊緣的小範圍亮區並非撞擊坑，反而比較像火山口。目前在水星上並沒有一個火山口的固有命名被接受，因為在信使號探測以前沒有被確認的火山口。即使未來水星上火山口的命名被接受，命名規則也可能和撞擊坑不同，因此「Copland」這個名稱可能無法用於這個明亮的火山地形。一位信使號團隊成員和 Dantowitz 聯絡並建議這個名稱可以用來為附近的大撞擊坑命名，並獲得同意。2010年3月3日國際天文聯會將該撞擊坑正式命名。